# Lucius Volusius Saturninus (konsul 3 e.Kr.)
Lucius Volusius Saturninus, född 38 f.Kr., död 56 e.Kr., var en romersk ämbetsman.
Volusius tillhörde en gammal släkt i Rom, som först under kejsartiden kom till någon betydelse. Han tjänstgjorde både som konsul (consul suffectus år 3 e.Kr.), provinsståthållare och stadsprefekt. Tacitus säger (i "Annaler", XIII, 30), att den vid så hög ålder bortgångne Volusius lämnat efter sig ett utmärkt gott rykte och att han genom sina goda egenskaper förstått att undgå så många kejsares illvilja.